# Trignac
Trignac è un comune francese di 7 680 abitanti situato nel dipartimento della Loira Atlantica, nella regione dei Paesi della Loira.

## Società

### Evoluzione demografica
Abitanti censiti